# قطعنامه ۷۴۵ شورای امنیت
قطعنامه ۷۴۵ شورای امنیت سازمان ملل متحد که در تاریخ ۲۸ فوریه ۱۹۹۲ تصویب شد، سندی بین‌المللی دربارهٔ وضعیت کامبوج است. این قطعنامه طی نشست ۳۰۵۷ام با ۱۵ رای موافق، ۰ مخالف و ۰ ممتنع تصویب شد.